# Triggella infuscata
Espèce
Synonymes
- Cyrene infuscata F. O. Pickard-Cambridge, 1901
- Freya infuscata (F. O. Pickard-Cambridge, 1901)
- Cyrene grisea F. O. Pickard-Cambridge, 1901
- Freya distincta Petrunkevitch, 1925
- Menemerus falconensis Schenkel, 1953

Triggella infuscata est une espèce d'araignées aranéomorphes de la famille des Salticidae.

## Distribution
Cette espèce se rencontre au Guatemala, au Salvador, au Panama et au Venezuela.

## Description
La femelle holotype mesure 8,5 mm et le mâle décrit le nom de Cyrene grisea mesure 7 mm.

## Publication originale
- F. O. Pickard-Cambridge, 1901 : Arachnida - Araneida and Opiliones. Biologia Centrali-Americana, Zoology. London, vol. 2, p. 193-312 (texte intégral).